# 空港新城江寧駅
空港新城江寧駅（くうこうしんじょうこうねいえき）は、中華人民共和国江蘇省南京市南京市江寧区にある、南京地下鉄の駅である。南京地下鉄S7号線とS1号線が乗り入れ、両路線の接続駅となっている。

## 駅名
事業着手当初は南京地下鉄集団は「機場東駅」の仮称を用いており、2017年6月21日に「禄口新城東駅」を駅名として第一次公示され、2017年10月11日に第一次公示のより駅名が「空港新城江寧駅」に決定したことが発表された。

## 歴史
- 2018年5月28日に開業[3]。